# EPMD
EPMD is een Amerikaanse hiphopgroep uit New York. De groep bestaat uit de rappers Erick Sermon en Parrish Smith. De naam van de groep, EPMD, staat voor Erick and Parrish Making Dollars, en later voor Erick and Parrish Millennium Ducats. De groep is, met tussenpozen, 20 jaar actief en is een van de prominente artiesten van de eastcoasthiphop. Dj's voor de groep waren onder andere Diamond J, DJ K La Boss en DJ Scratch.

## Geschiedenis

### Het begin (1987-1993)
EPMD's eerste album, "Strictly Business", kwam uit in 1988. Het album bevatte één underground hit, "Strictly Business", die een sample van Eric Claptons versie van "I Shot the Sheriff" (Bob Marley) bevatte. De muziek van EPMD week af van de old-school hip-hop, en bevatte meer discomuziek, en werd later ook meer elektronisch. Veel tracks van de groep bevatten samples van rock en funk nummers, samen met Marley Marl en Public Enemy hebben ze deze muziekstijl populairder gemaakt. Zo bevat het nummer "You're a Customer" stukken van "Fly Like an Eagle" van Steve Miller, "Jungle Boogie" van Kool & the Gang en gebruikt het de baslijn van "Cheap Sunglasses" van ZZ Top. Het nummer "Jane" zou terugkeren op elk album, steeds in een andere versie. Het nummer "You Gots to Chill" bevat veel samples van "More Bounce to the Ounce", van de funkband Zapp. "I'm Housin" zou 12 jaar later worden gecoverd door Rage Against the Machine.
In het begin werd EPMD gemanaged door RUSH Management, van Russel Simons (Run DMC), en kon daardoor toeren met gevestigde Hip Hop artiesten als Run DMC, Public Enemy en DJ Jazzy Jeff & The Fresh Prince.

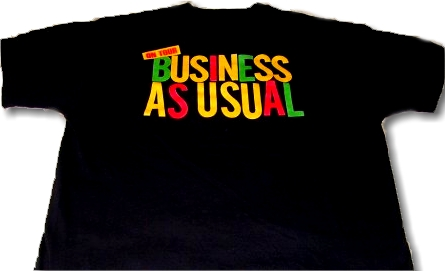
Promoshirt voor het album Business as Usual.

Het debuutalbum kwam uit bij Fresh/Sleeping Bag Records. Dankzij enkele sterke nummers, waaronder "You Gots to Chill" en "Strictly Business" verkocht het album goed en bereikte het de gouden status, met meer dan een half miljoen verkochte exemplaren. Ook het vervolgalbum, "Unfinished Business", uit 1989 bereikte de gouden status. Enkele jaren voordat Sleeping Bag Records failliet ging in 1992 kwamen de twee albums in handen van Priority Records en ging het contract naar Def Jam Records. In 1990 kwam het album "Business as Usual" (goud in 1991) uit en twee jaar later "Business Never Personal" (goud in 1992). Ondertussen hadden de twee rappers een rapcollectief opgezet met de naam "Hit Squad", met onder andere Redman, Das EFX en K-Solo.
In 1992 had EPMD brachten ze het nummer "Crossover" uit, wat een aanklacht was tegen de commercialisering van de hiphop. Ironisch genoeg werd het nummer een mainstreamhit en piekte het op 42 in de Billboard Hot 100 en is het anno 2010 hun grootste hit van hun carrière geweest.
In 1993 ging het duo uit elkaar. Het gerucht ging dat Sermon verantwoordelijk was geweest voor een gewapende inbraak in het huis van Smith. Sermon werd gearresteerd en heeft korte tijd in hechtenis gezeten voor ondervraging. Er zou uiteindelijk geen vervolging worden ingesteld. Na de breuk brachten de twee enkele solo-albums uit. Sermon kwam in 1993 al met "No Pressure" en volgde met "Double or Nothing" (1995), "Def Squad Presents Erick Onasis" (2000), "Music" (2001) en "React" (2002). Smith bracht in 1994 zijn debuutalbum uit en bleef met zijn titels in de stijl van EPMD, door het woord "business" te gebruiken: "Shade Business" (1994) en "Business is Business" (1996).

### Reünie en solo (1997-heden)
Het duo kwam in 1997 terug bij elkaar en bracht het album "Back in Business" uit, met hun tweede Billboard single "Da Joint". Sermon bracht vervolgens in 1998 samen met Redman en Keith Murray onder de naam Def Squad het album "El Niño" uit, die de gouden status haalde. Vervolgens kwam in 1999 hun, voorlopig laatste, album uit "Out of Business". Voor dit album werd de betekenis van hun naam gewijzigd van Erick and Parrish Making Dollars naar Erick and Parrish Millennium Ducats. Na een lange tijd stilte bracht Parrish Smith in 2003 het album "The Awakening" uit, op zijn eigen label Hit Squad. Erick Sermon kwam in 2004 met "Chilltown, New York" bij Motown. Bij het label Hit Squad kwam een compilatie LP uit, waarop één nieuwe track werd geplaatst.
Op 15 oktober 2006 gaven ze samen met DJ Scratch een optreden in New York, de eerste in acht jaar. Supporting acts waren Keith Murray, Das EFX en Redman. Twee maanden later bracht het duo samen met Murray het nummer "The Main Event" uit. In maart 2007 kondigden Smith en Sermon in het Zweedse hiphop magazine Quote aan dat ze plannen hadden voor nieuwe opnamen. Later meldden ze dat ze een nieuw album uit zouden brengen met de naam "We Mean Business". In 2007 kwam de single "Blow" uit op vinyl, als voorproefje op het album dat in 2008 uit zou komen. Ze traden op in het kader van de Rock the Bells Tour, samen met onder andere Rage Against The Machine, de Wu-Tang Clan, Cypress Hill en Mos Def. In juni 2008 werd bekend dat het album gepland stond voor 9 september. Het duurde uiteindelijk nog tot december voordat het uitkwam. Er stonden gastoptredens op van onder andere Redman en KRS-One. Verder waren er plannen voor een nieuw dubbel CD album met Hit Squad/Def Squad, maar door enkele conflicten met K-Solo is dit niet doorgegaan.
In 2008 stond het duo wederom in de Rock the Bells Tour, samen met Method Man en Redman.

## Discografie

### Albums
| Album met eventuele hitnotering(en) in de Nederlandse Album Top 100 | Datum van verschijnen | Datum van binnenkomst | Hoogste positie | Aantal weken | Opmerkingen |
| ------------------------------------------------------------------- | --------------------- | --------------------- | --------------- | ------------ | ----------- |
| Strictly Business                                                   | 1988                  | -                     |                 |              | VS: Goud    |
| Unfinished Business                                                 | 1989                  | -                     |                 |              | VS: Goud    |
| Business as Usual                                                   | 1991                  | -                     |                 |              | VS: Goud    |
| Business Never Personal                                             | 1992                  | -                     |                 |              | VS: Goud    |
| Back in Business                                                    | 1997                  | -                     |                 |              | VS: Goud    |
| Out of Business                                                     | 1999                  | -                     |                 |              |             |
| We Mean Business                                                    | 2008                  | -                     |                 |              |             |

### Singles
| Single met eventuele hitnotering(en) in de Nederlandse Top 40 | Datum van verschijnen | Datum van binnenkomst | Hoogste positie | Aantal weken | Opmerkingen                         |
| ------------------------------------------------------------- | --------------------- | --------------------- | --------------- | ------------ | ----------------------------------- |
| It's My Thing                                                 | 1987                  | -                     |                 |              |                                     |
| Strictly Business                                             | 1988                  | -                     |                 |              |                                     |
| You Gots to Chill                                             | 1988                  | -                     |                 |              |                                     |
| I'm Housin                                                    | 1988                  | -                     |                 |              |                                     |
| So Wat Cha Sayin'                                             | 1989                  | -                     |                 |              |                                     |
| Gold Digger                                                   | 1990                  | -                     |                 |              |                                     |
| Rampage                                                       | 1991                  | -                     |                 |              | ft. LL Cool J                       |
| Give the People                                               | 1991                  | -                     |                 |              |                                     |
| Crossover                                                     | 1992                  | -                     |                 |              | VS: Goud                            |
| Head Banger                                                   | 1992                  | -                     |                 |              | ft. K-Solo en Redman                |
| Da Joint                                                      | 1997                  | -                     |                 |              |                                     |
| Richter Scale                                                 | 1997                  | -                     |                 |              |                                     |
| Symphony 2000                                                 | 1999                  | -                     |                 |              | ft. Redman, Method Man en Lady Luck |